# Негев
Негев е пустинен регион в Южен Израел, който обхваща около 60 % от територията на страната (13 000 km².) и в който живеят около 10 % от населението на еврейската държава.
Най-големият град в областта е Беер Шева (около 205 810 жители). Общо в Негев живеят около 500 000 души, голяма част от които преселници от Русия и Грузия. Пустинята се използва и от израелските военни като полигон за изстрелване на ракети.
В Негев се намира и град Димона, известен с намиращия се наблизо до него израелски атомен център.